# Ausztrália éghajlata

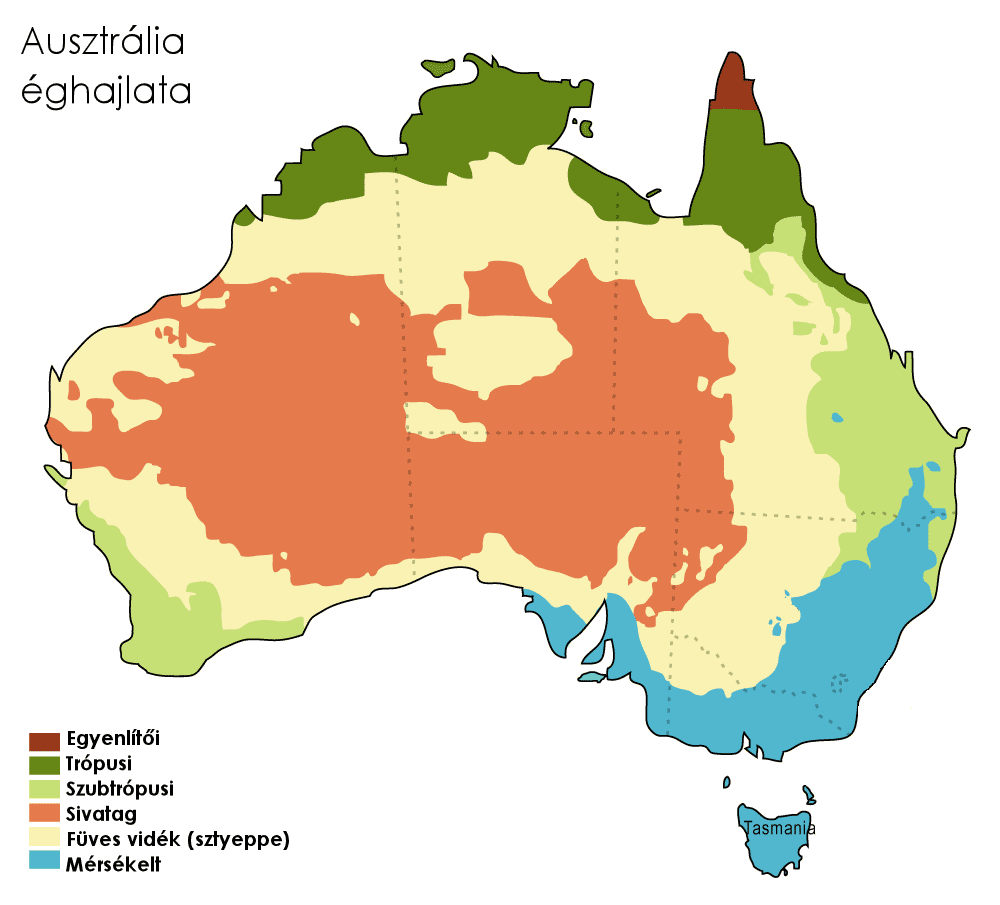

Ausztrália éghajlati övezetei a Köppen-rendszer szerint

Ausztrália éghajlatát döntően a szárazföldnek a földgömbön elfoglalt helyzete, a környező óceánok és a domborzat módosító hatásai határozzák meg. A kontinens éghajlatának fő sajátossága, hogy ez a legszárazabb kontinens, az átlagos évi csapadék mindössze 420 mm. További különlegessége, hogy itt nem fordul elő állandó jéggel borított terület.

## Előtörténet
Ausztrália külön kontinensként a Gondwana felbomlása után, a perm időszakban kezdett megjelenni, amikor elszakadt a mai Afrikától és Indiától az Antarktisszal együtt. Az Antarktisz csak a jura korszakban vált el teljesen Ausztráliától. Ekkoriban a mai terület – a korábbi Egyenlítő-közeli helyzetből elmozdulva – a Déli-sarkhoz közel helyezkedett el, majd innen indult északra, foglalta el mai helyét, ahonnan továbbra is évi 5 cm-es sebességgel észak felé mozog. 
Az utolsó jégkorszak Ausztráliában a perm időszakban volt, a sark-közeli helyzet miatt. Ekkor a kontinens nagy részét jég borította. Azóta, mintegy 200 millió éve a szárazföld posztglaciális korszakban van, ami Európában mindössze 10–15 ezer éve tart.
A permi eljegesedést jelentős felmelegedés követte. A geológiai vizsgálatok kimutatták, hogy a harmadidőszak elején nagy területeket borítottak esőerdők a kontinensen. Az oligocéntól azonban megjelentek a ma jellemző szárazság első jelei. A pleisztocén nagy klímaváltozásai, a glaciális–interglaciális szakaszok Ausztráliát sem kerülték el. Jégtakaró nem alakult ki, de ezek az ingadozások vezettek a mai éghajlati kép kialakulásához.

## Leírása
A kontinens nagyjából a déli szélesség 15. és 35. foka között fekszik, a közepén húzódik a Baktérítő. A trópusi és szubtrópusi éghajlattípusok szinte mindegyike megtalálható a területén, az esőerdők azonban csak Queensland keleti partvidékén, kis területen jelennek meg. Északon a nyári esők által öntözött szavanna, délebbre a száraz szavanna éghajlata; a kontinens közepén és nyugaton zonális sivatagi éghajlat, délen pedig szubtrópusi sztyepp éghajlat alakult ki. A keleti peremvidéken monszunhatás által befolyásolt csapadékos nyarú szubtrópusi, míg a délnyugati és déli területeken meleg nyarú mediterrán éghajlat uralkodik. A kontinens legdélibb részén és Tasmaniában enyhe telű óceáni éghajlat érvényesül.

### Évszakok
Az év során a trópusi légtömegek uralják a kontinens nagy részét, de a Nap évi járásának megfelelően a felszálló és leszálló légtömegek, valamint az azokat kiegyenlítő passzátszelek a különböző területeken eltérő évszakokban fejtik ki hatásukat. A déli félteke nyarának közepén (januárban) a felszálló légáramlatok öve az Egyenlítőtől délre vándorolva Ausztrália északi részére helyeződik át, miközben az északi félteke északkeleti passzátjai – az Egyenlítő átlépése után a Coriolis-erő hatására északnyugatira váltanak. Az óceánok felől érkező páradús légtömegek a féléves szárazság után nyáron sok csapadékot hoznak: a partvidék egyes részein monszun jellegű az éghajlat. A szárazföld belső, középső és déli területeit ekkor a száraz leszálló légtömegek uralják. A téli félév közepén, júliusban viszont északra tolódik el a passzát szélrendszer, ekkor a kontinens középső és északi része marad szárazon. Délen benyomulhatnak helyükre a hűvösebb, csapadékos nyugatias szelek. A hőmérséklet és a csapadék évszakos megoszlása miatt a Nagy-Ausztráliai-öböl keleti, azaz nyugat felé tekintő partvidékén és a kontinens délnyugati sarkán mediterrán típusú éghajlat alakult ki. A középső területek egész évben a magas nyomású, leszálló légtömegek hatása alatt állnak, ezért sivatagi éghajlatúak.
A domborzat hatásai, elsősorban a Nagy-Vízválasztó-hegység miatt az éghajlattípusok nem alkotnak szabályos öveket. A keleti partok teljes hosszában a keleties passzátszelek uralkodnak és sok csapadékot hoznak. Északon főleg télen, középen ősszel-tavasszal, délen pedig nyáron vannak esők. A legtöbb eső ott hullik, ahová a nyári monszun és a téli passzátszelek egyaránt eljutnak, vagyis az északkeleti partvidéken (4300 mm/év Queensland északi partjainál). Itt foltokban esőerdők is kialakultak. A nyugati partok mentén viszont, mint az összes déli óceánban, hidegáramlat halad észak felé, amely éghajlati hatása az afrikai Namib-sivataghoz, illetve a dél-amerikai Atacama-sivataghoz hasonlóan a partvidék szárazságában mutatkozik meg.

### Csapadék, illetve annak hiánya
Ausztrália területének 35%-a tartozik a sivatagosodás zónájába, azaz az évi 250 mm-nél kevesebb csapadékot kapó területek közé. A legtöbb csapadékot Cairns környéke kapja, ahol a passzátszelekkel szembeni lejtőkön évi 3300–4000 eső is hullik. A legkiegyenlítettebb csapadék az óceáni éghajlatú Tasmaniára jellemző.
Havazás csak délkeleten fordul elő. A Nagy-Vízválasztó-hegység déli részén, az Ausztrál-Alpok 1500 méternél magasabban fekvő területein népszerű síterepek vannak.
A domborzati hatások miatt az átlagos évi csapadék izovonalai nem a szélességgel párhuzamosan, hanem Ausztrália legszárazabb vidékéhez, az Eyre-tó környékéhez (évi átlag 125 mm) képest koncentrikus körökben rajzolódnak ki. A harmincadik szélességi foktói északra trópusi ciklonok okozhatnak súlyos károkat a decembertől április közepéig tartó nyári időszakban, különösen a mintegy 50 km széles parti sávban.
A szárazság mérésének eszköze a klimatikus okok alapján lehetséges évi párolgás és az évi tényleges csapadék összehasonlítása. Ausztrália legnagyobb részén a potenciális
párolgás messze meghaladja a csapadék mennyiségét. A kontinens háromnegyedén a lehetséges párolgás mértéke több mint 2000 mm, míg a terület 78%-án 600 mm-nél kevesebb csapadék hullik.
A „szokásosnál” is súlyosabb aszályok a mezőgazdaságban súlyos károkat okoznak, bár ezek lehetőségét általában „belekalkulálják” a gazdálkodásba. 1864-től a 20. század végéig legalább tíz kontinentális aszályos időszakot jegyeztek föl, a regionális szárazságok száma sokkal nagyobb volt. A 20. században kitűnt, hogy az aszályok súlyosbodásában szerepet játszik a helytelen földhasználat, a patásállatok tömeges tenyésztése is. A növényzettel alig rendelkező sivatagokban, vagy a félsivatagok száraz bozótjaiban azonban az aszályok hatása alig érzékelhető.
A levegő páratartalma a tengerpartokon magas, és ingadozása csekély (71–75%). A szárazföld belsejében az évi átlag igen alacsony, (Alice Springs 39%), de még ez is nagy ingadozást mutat a nap folyamán. A forró déli órákban 10% körül alakul, a hajnali lehűléskor viszont a levegő hőmérséklete elérheti a harmatpontot. A rendszeres és bőséges harmat a szívósabb növényeket ellátja a minimálisan szükséges vízzel, így a kevés csapadék ellenére Ausztráliában nincs teljesen növényzet nélküli sivatag.

### Hőmérséklet, besugárzás
A hőmérsékleti viszonyok hasonlatosak a déli félteke azonos szélességi körön fekvő más szárazföldi területeihez, az izotermák nagyjából párhuzamosan futnak a földrajzi szélességekkel. Az évszakos ingadozás északról dél felé haladva növekszik, de a legnagyobb értékeket a belső területeken, a szélsőségesen kontinentális éghajlatú sivatagokban mutatja. A tengerpartokon még ritka a 38 °C feletti hőmérséklet de a belső területeken az ilyen forróság több hétig is eltarthat. Az ország egyik legmelegebb helye Cloncurry, ahol a forró napok száma rendszeresen meghaladja az évi 100-at. Itt mérték 1889-ben az eddigi ausztráliai maximumot, 53,2 °C-ot is. Az akkori kezdetleges körülmények közötti mérést azonban ma már nem fogadják el hitelesnek; a jelenleg hitelesnek tartott maximum itt 46,9 °C.
A 2022-ben érvényes hőmérsékleti szélső értékek Ausztráliában: 
- Maximum: 50,7 °C Oodnadatta, Dél-Ausztrália (1960. január 2.)[12] illetve Onslow, Nyugat-Ausztrália (2022. január 13.)[13]
- Minimum: −23,0 °C Charlotte Pass, Új-Dél-Wales (1994. június 29.)[14]

A napsugárzás a kontinens középső területeinek északi részén a legerősebb, az évi napsütéses órák száma itt 3500 felett van. Az esős keleti partvidéken északon évi 2400, délebbre 2000 órát süt a nap, Tasmaniában pedig ez az érték 1750-re csökken.

### A globális felmelegedés hatásai

Ausztráliai évi átlagos hőmérsékleti anomália (eltérés az átlagtól) 1910 és 2019 között. Ötéves súlyozott trend. Forrás: Ausztrália Meteorológiai Hivatala (BOM)

A 21. században pedig egyre inkább érezhető Ausztráliában is a globális felmelegedés hatása. Az ausztrál meteorológiai intézet 2011-es éghajlati jelentésében azt írták, hogy a 2011-es év alacsonyabb hőmérsékleti átlagai a La Niña jelenségnek köszönhetőek, ugyanakkor az időjárási mintázat alakulása a kétezres évek első tíz évében egyértelműen és egyre jelentősebb mértékben azt mutatja, hogy a hőmérséklet átlagos értéke fokozatosan emelkedik és a 2002–2011 közti időszak feltehetően az első két legmelegebb hőmérsékletű tízéves időszak között volt volt az ország történetében. Ekkor mintegy 0,52 fokkal alakult magasabban az átlaghőmérséklet, mint a sokéves átlag. Az ország hőmérsékleti értékeinek mérése 1910-ben kezdődött el és ez idő óta a 2014-es év volt a harmadik legforróbb év az ország történetében. A vízkorlátozások meglehetősen gyakoriak az ország egyes régióiban és városaiban, főleg a városi népesség emelkedése és a helyi szárazságok, aszályok következtében. A hosszabbra nyúló aszályos időszakokat rendszeresen, kontinens-szerte komolyabb áradások követik, melyek átöblítik a szárazföld belsejében futó vízrendszerek medreit. Ezek a vízfolyások ilyenkor kilépnek medrükből és a szárazföld belsejében fekvő ártéri területek ekkor ismételten víz alá kerülnek. Ez történt Kelet-Ausztráliában 2010-ben, 2011-ben és 2012-ben a kétezres évek ausztráliai szárazsága után.

## Fordítás
- Ez a szócikk részben vagy egészben  a   Climate of Australia című angol Wikipédia-szócikk ezen változatának fordításán alapul.  Az eredeti cikk szerkesztőit annak laptörténete sorolja fel. Ez a jelzés csupán a megfogalmazás eredetét és a szerzői jogokat jelzi, nem szolgál a cikkben szereplő információk forrásmegjelöléseként.